# Hideo Hashimoto
Hideo Hashimoto (jap. 橋本 英郎, Hashimoto Hideo; * 21. Mai 1979 in Osaka) ist ein japanischer Fußballspieler, der auf der Position des Mittelfeldspielers agiert.

## Frühe Jahre
Hideo Hashimoto absolvierte seinen Hochschulabschluss an der Universität Osaka.

## Karriere

### Vereinskarriere
Hideo Hashimoto spielte in seiner Jugend von 1992 bis 1997 für verschiedene Jugendabteilungen von Gamba Osaka, seinem Heimatverein. Dort begann er im Jahr 1998 auch seine Profikarriere als Fußballer in der J1 League, der ersten japanischen Liga. 2002 wurde er in den Kader der ersten Mannschaft berufen, bis 2005 etablierte er sich als fester Mittelfeldspieler. Mit Gamba Osaka gelang Hashimoto im selben Jahr die japanische Meisterschaft. 2007 war ein sehr erfolgreiches Jahr für Hashimoto und Gamba Osaka. Zuerst gewann er mit Osaka durch einen 1:0-Sieg im Finale gegen Kawasaki Frontale den J. League Cup, darüber hinaus konnte das Team im selben Jahr den Supercup holen. Außerdem zog Gamba Osaka zum ersten Mal in der Vereinsgeschichte in das Finale der AFC Champions League ein, wo es auf Adelaide United traf. Nach einem 3:0-Sieg im Hinspiel konnte auch das Rückspiel mit 2:0 gewonnen werden und Gamba Osaka und Hashimoto gewannen so die asiatische Champions League. In den Jahren 2008 und 2009 gewann Hashimoto mit Osaka außerdem den Kaiserpokal. Insgesamt spielte Hashimoto 13 Jahre für Gamba Osaka und absolvierte in dieser Zeit 287 Ligaspiele, dabei gelangen ihm 18 Tore. 2012 wechselte Hashimoto schließlich innerhalb der ersten Liga zu Vissel Kōbe. Hier bestritt er bis 2014 58 Partien und schoss dabei zwei Tore. Nach der Saison 2013/14 beendete Hashimoto seine aktive Fußballerkarriere.

### Nationalmannschaft
Am 1. Juni 2007 debütierte Hideo Hashimoto für die japanische Nationalmannschaft in einem Freundschaftsspiel gegen Montenegro. Bis 2010 hat er insgesamt 15 Länderspiele für Japan absolviert, blieb jedoch international ohne Tor.

## Erfolge
- J1 League: 2005
- J. League Cup: 2007
- Supercup: 2007
- AFC Champions League: 2007
- Kaiserpokal: 2008, 2009